# Piotr Dolgov
Piotr Ivanovich Dolgov (en ruso: Долгов, Пётр Иванович, tr.: Piotr Ivanovich Dolgov; 21 de febrero de 1920- 1 de noviembre de 1962) fue un paracaidista de pruebas militar que alcanzó la graduación de Coronel nacido en Penza, en la antigua URSS, actualmente Rusia. Falleció mientras realizaba un salto de pruebas para el Programa espacial de la Unión Soviética.

## Biografía
Nació y creció en la aldea de Bogoyavlenskoye, actual Dolgovo, en el Óblast de Penza, antigua Unión Soviética en el seno de una familia campesina. En 1938 acabó sus estudios en la especialidad de corte y confección y marchó en 1939 a trabajar a Moscú, donde encontró trabajo de conductor.
Practicaba y fue campeón de lucha grecorromana.

## Carrera militar y paracaidística
Ingresó en las filas del Ejército Rojo en 1940 y se graduó en 1942 en la Escuela de Infantería de Shkotovsk, en el Extremo Oriente Soviético y participó en la Gran Guerra Patria a partir de enero de 1943, encuadrado en unidades aerotransportadas.
Acabada la Contienda, Piotr se graduó en 1947 en la Escuela Militar de Paracaidismo de Riazán y trabajó de paracaidista de pruebas para el Grupo de Pruebas de Paracaídas de la Fuerza Aérea (GK NII VVS), donde efectuó 1409 saltos, estableciendo 8 récords mundiales y un récord de la URSS.
Los vuelos orbitales de Yuri Gagarin y German Titov habían acabado con éxito, pero el riesgo era muy alto, por lo que Serguéi Koroliov, que sabía mejor que nadie las deficiencias del programa espacial soviético, que las naves espaciales Vostok no estaban preparadas para realizar un aterrizaje suave y que el Politburó presionaba con unos plazos imposibles de cumplir, ordenó realizar un experimento, denominado Proyecto “Zvezda”, recayendo la misión en los miembros del NII VVS, que emplearon cientos de horas de vuelo y saltos en tratar de obtener una solución de contingencia para el aterrizaje de los futuros cosmonautas.
En 1961 Dolgov fue galardonado con la Orden de Lenin por su participación en las pruebas y mejoras realizadas en algunos sistemas espaciales.
En la primavera de 1962 el Coronel Vasily Romanyuk estaba a cargo del programa de desarrollo de un nuevo tipo de paracaídas para los futuros cosmonautas del Proyecto “Zvezda” y designó al Coronel Dolgov y al Comandante Andreev para realizar las pruebas. Durante la reunión les comentó:

"Hay que probar unos trajes experimentales, un equipo de paracaídas y verificar el procedimiento de abandono de la cápsula espacial para garantizar que los cosmonautas puedan cumplir con su misión. Saltaréis desde muy alta cota, en la estratosfera. No hay precedente alguno y los americanos emplean maniquíes porque los saltadores de pruebas se niegan a saltar por la imposibilidad de salir de una barrena plana sin tener rozamiento aerodinámico para poder efectuar una recuperación manual. Esta es la orden y hay que cumplirla".

Piotr elaboró un nuevo procedimiento para emplear el nuevo modelo de paracaídas (Los originales de los formularios de invención y fabricación se conservan en el Museo de Penza). Bajo la dirección de los especialistas estudiaron las características de la góndola donde iban a saltar, el sistema de soporte vital, emergencia, comunicaciones y procedimientos de misión. Se efectuaron vuelos de entrenamiento a baja cota, entre 200-300 metros de altura, para familiarizarse con el comportamiento del aerostato, aprender a cambiar el régimen de ascenso y empleo del lastre. Una vez concluido el entrenamiento de vuelo, se procedió al entrenamiento en cámara hipobárica del personal, donde se trabajaría en situación casi real, empleando todo el equipo de misión, paracaídas y trajes de prueba.
Se fijó la fecha del 1 de noviembre de 1962 para realizar el experimento y se realizaría el ascenso en la localidad de Volsk, región de óblast de Sarátov empleando el “Volga”, un globo aerostático inflado con 72 m³ de Helio. Piotr fue designado Capitán de la tripulación; su misión era realizar un salto en apertura automática desde muy alta cota para verificar el inflado de una campana de paracaídas en condiciones de presión casi nulas (con un paracaídas diseñado por él mismo) y probar un nuevo tipo de traje espacial con una escafandra presurizada SI-3M dotada de paneles transparentes, teniendo su misión un tiempo calculado de 38 minutos; la misión de Andreev era eyectarse de la góndola y realizar un descenso en caída libre hasta baja cota empleando un traje de presión positiva para pilotos, habiendo calculado los especialistas que realizaría un descenso de aproximadamente 4 minutos, pudiendo alcanzar la velocidad del sonido. El orden de salto sería una primera eyección del asiento de Andreev y, un minuto después, la salida manual y salto automático de Dolgov. La cronología del salto de detalla a continuación:

07:04 (Hora de Moscú): Dolgov y Andreev ocupan sus asientos en la góndola e inician la comprobación de sistemas.

07:14 Finalización de la fase de desnitrogenización
07:30 El Volga inicia el ascenso
Superan los 13000 metros, el indicador de temperatura exterior marca -65ºC y comienza la zona de incertidumbre para los saltadores, pues no se dispone de datos científicos a partir de esta altitud.
10:09 Se alcanzan los 25 425 metros y el control de tierra ordena el comienzo de misión
Andreev despresuriza la barquilla, realiza la apertura de la escotilla y acciona el asiento eyectable. Se produce la eyección y separación de asiento y saltador y el paracaidista se orienta en posición de caída libre estable
A 8000 metros de altitud el visor se hiela y le impide ver el salto de su camarada.
10:10 Dolgov golpea la escafandra con la escotilla y salta de la góndola, a 28640 metros. Se produce un agujero en la parte superior derecha de la cubierta de unos 9 x 16 mm que provoca una despresurización rápida y la muerte del saltador.
10:14 Andreev realiza la apertura del paracaídas a 958 metros de altura y aterriza sin novedad, sin saber la suerte de su compañero.

10:48 El paracaídas de apertura automática funciona correctamente depositando en tierra suavemente el cuerpo sin vida de Dolgov.

La Comisión de Investigación determinó que la eyección de Andreev produjo una desestabilización de la góndola, provocando que Piotr se golpeara con la apertura de la escotilla. El desconocimiento del comportamiento de la mecánica de fluidos y del rozamiento aerodinámico en las capas altas de la atmósfera hizo que los cálculos del movimiento provocado por el flujo del chorro de escape del sistema de asiento eyectable y del balanceo de la góndola no fuesen tomados en consideración. El Coronel Dolgov debía salir exactamente un minuto después y las órdenes no se discuten. Si se hubiese previsto un procedimiento distinto, delegando en el paracaidista el momento del salto cuando las condiciones fuesen óptimas, dicha desgracia no hubiese ocurrido.
Como consecuencia de la investigación, se procedió a realizar modificaciones en la cápsula Vostok, proceso que llevó cerca de un año y que permitió realizar, el 12-13 de octubre de 1964, el primer vuelo en Astronáutica sin empleo de escafandra por parte de los cosmonautas.
Dolgov fue enterrado en Moscú.

## Premios
- Héroe de la Unión Soviética a título póstumo, el 12 de diciembre de 1962 (Medalla 11092)
- Orden de Lenin en 2 ocasiones
- Premio Stalin
- Maestro del Deporte en Paracaidismo de la URSS
- Orden de la Bandera Roja en 2 ocasiones
- Orden de la Estrella Roja en 2 ocasiones
- Paracaidista de pruebas de la Unión Soviética
- Orden de la Guerra Patria
- Medalla por el Servicio de Combate
- Medalla por la Conquista de Viena
- Medalla por Servicio Intachable
- Diversas medallas adicionales

## Legado y recuerdo
8 récords mundiales de paracaidismo de altura de apertura, entre ellos uno de 14835 metros y otro de 12974 metros efectuado de noche.
Su antiguo pueblo fue renombrado Dolgovo en su honor.